# Digitaria aridicola
Digitaria aridicola är en gräsart som beskrevs av Diana Margaret Napper. Digitaria aridicola ingår i släktet fingerhirser, och familjen gräs. Inga underarter finns listade i Catalogue of Life.